# John Grenfell Maxwell

Sir John Grenfell Maxwell

Sir John Grenfell Maxwell GCB, KCMG, CVO, DSO (* 13. August 1859 in Toxteth Park, Liverpool; † 20. Februar 1929 in Kapstadt) war ein britischer General und kämpfte in verschiedenen britischen Kolonialkriegen. Er schlug 1916 den Osteraufstand in Irland nieder.

## Leben
Maxwell besuchte das Cheltenham College und absolvierte eine Kadettenausbildung am Royal Military College, Sandhurst, bevor er 1879 als Second Lieutenant des 42nd (Highland) Regiment of Foot in die British Army eintrat. 1881 wurde seine Einheit mit dem 73rd (Perthshire) Regiment of Foot zur Black Watch (Royal Highland Regiment) verschmolzen. 
1882 nahm er im Rang eines Lieutenant mit dieser Einheit am Anglo-Ägyptischen Krieg teil. Als Adjutant von Major-General Sir Archibald Alison kämpfte er in der Schlacht von Tel-el-Kebir, bei der die ägyptische Armee vernichtend geschlagen wurde. Nach dem Feldzug, der die Britische Herrschaft in Ägypten begründete, diente Maxwell ab 1884 in Ägypten im temporären Rang eines Captains in der Militärpolizei. In dieser Zeit nahm er im Stab des Sirdars Francis Grenfell an Lord Wolseleys „Gordon Relief Expedition“ zur Rettung von Gordon Pascha und zum Entsatz von Khartum von den Mahdisten im Sudan teil und wurde dabei erstmals mentioned in despatches. Von 1885 bis 1889 war er an den Kämpfen gegen die Mahdisten als Adjutant des Sirdar beteiligt. Für seine Leistungen in der Schlacht von Giniss, 1885, wurde er als Companion des Distinguished Service Order ausgezeichnet und 1888 in den vollen Rang eines Captain befördert. Nach der entscheidenden Schlacht von Toski, 1889, wurde er mit dem Osmanje-Orden, 4. Klasse, ausgezeichnet, sowie 1889 zum Brevet-Major befördert. Er heiratete 1892 Louise Selina Bonynge († 1929), eine reiche irisch-US-amerikanische Erbin. 1896 wurde er mit dem Mecidiye-Orden, 3. Klasse, ausgezeichnet.
Als 1896 die Anglo-Egyptian Nile Expeditionary Force unter Herbert Kitchener in Marsch gesetzt wurde, um den Mahdi-Aufstand zu beenden und den Sudan zurückzuerobern, war Maxwell als Brigadekommandeur dabei. Er wurde hierzu 1896 zum Brevet-Lieutenenant-Colonel und 1897 in den vollen Rang eines Major befördert. In der Schlacht von Firket kommandierte er die 3. Brigade, später in der Schlacht am Atbara die 1. ägyptische Brigade. In der Schlacht von Omdurman kommandierte er die 2. Brigade. 1897 wurde er Gouverneur von Nubien und 1898 von Omdurman.
1900 wurde Maxwell nach Südafrika versetzt. Er kommandierte dort im temporären Rang eines Major-General von 1900 bis 1902 die 14. Brigade im Burenkrieg. 1900 wurde er Militärgouverneur von Pretoria und West Transvaal. Er wurde 1900 als Knight Commander des Order of the Bath geadelt sowie 1902 als Companion des Order of St. Michael and St. George ausgezeichnet und zum Brevet-Colonel befördert. Als Militärgouverneur von Pretoria entwickelte er zeitweise ein beinahe freundschaftliches Verhältnis mit der südafrikanischen Propagandistin, Spionin, Prophetin und Schriftstellerin Johanna Brandt. Nach Ende des Burenkriegs wurde er im Herbst 1902 zum Stabschef des III. Armeekorps in Irland ernannt. 1903 wurde er als Commander des Royal Victorian Order ausgezeichnet. Von 1904 bis 1908 diente er mit Arthur, 1. Duke of Connaught and Strathearn in Irland, London und Malta. Dabei wurde er 1906 zum vollen Major-General befördert wurde 1907 dessen Stabschef als Oberbefehlshaber im Mittelmeer. Von 1908 bis 1912 war Maxwell Kommandierender General in Ägypten. 1912 wurde er zum Lieutenant-General befördert. Im Februar 1914 wurde er zum Colonel of the Regiment der Black Watch (Royal Highland Regiment) ernannt und hatte dieses Amt bis zu seinem Tod inne.
Nach dem Ausbruch des Ersten Weltkrieges diente er kurzzeitig an der Westfront als Chef der britischen Mission bei der Französischen Armee. Von September 1914 bis 1916 befehligte er die alliierten Truppen in Ägypten und verteidigte erfolgreich den Sueskanal. Dafür wurde er 1915 zum Knight Commander des Order of St. Michael and St. George erhoben und 1916 in den temporären Rang eines Generals befördert.

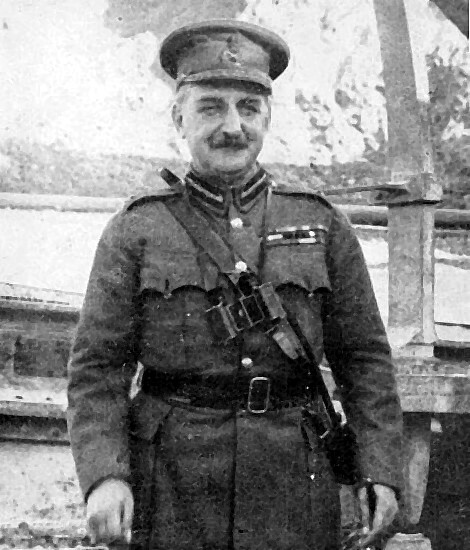
General Sir John Maxwell 1916

1916 wurde Maxwell Oberbefehlshaber in Irland. Dort war der Osteraufstand, der Versuch militanter irischer Republikaner die Unabhängigkeit von Großbritannien gewaltsam zu erzwingen, ausgebrochen. Obwohl er Constance Markiewicz zu seiner weitläufigen Verwandtschaft zählte, hatte er doch keinerlei Wissen über die aktuelle politische Situation in Irland. Sein Befehl – erteilt durch den britischen Premierminister Herbert Henry Asquith – war es, die Rebellion schnellstmöglich zu beenden. Dies tat er schließlich auch – ungeachtet der politischen Konsequenzen. Maxwell ließ die gefangengenommenen Kommandeure der Iren exekutieren. Mit Bekanntwerden der Exekutionen schwenkte die Sympathie der irischen Bevölkerung auf die Seite der Republikaner über. Der Aufstand gilt als Wendepunkt in der Geschichte Irlands, der letztlich zur Unabhängigkeit führte, und war die Geburtsstunde der IRA.
Im November 1916 wurde er zum Knight Grand Cross des Order of the Bath erhoben und zum Oberbefehlshaber des nördlichen Heimatverteidigungsbezirks in York ernannt. Letzteres Amt hatte er bis 1919 inne. 1917 wurde er mit dem Großkreuz des Ordens der Krone von Italien ausgezeichnet. Im Juni 1919 wurde er in den vollen Rang eines Generals befördert. Nach seinem Abschied 1922 unternahm er mehrere Reisen in den Nahen Osten. Er war Mitglied der Egypt Exploration Society und ein Freund von Lord Carnarvon und trug zum Gelingen des Ausgrabungsprojekts um das altägyptische Grab von Tutanchamun bei, indem er Howard Carter bei den Verhandlungen mit den ägyptischen Behörden unterstützte. 1929 reiste er nach Südafrika, wo er schließlich an einer Lungenentzündung starb. Er wurde in der Krypta des Münsters von York bestattet. Aus seiner Ehe hinterließ er eine Tochter, Philae Maxwell (* 1893), die Clifford Carver aus New York heiratete.